# تنقيطية
التنقيطية، هي تقنية للرسم يتم فيها تطبيق نقاط صغيرة ومميزة من الألوان في أنماط لتشكيل صورة.
بعد عام 1801 قام بعض الفنانين الانطباعين بانتهاج أساليب فردية محاولين ان يضيفوا إلى اللوحة مايعرف باسم (قسوة الخطوط). وقد ادى هذا الاتجاه بـ “جورج سوراه” إلى التمادي في فصل الألوان على الطريقة الانطباعية إلى حد تقسيمها إلى
نقط صغيرة ملونة متمازجة، وهكذا ظهر إلى الوجود أسلوب جديد ومدرسة جديدة هي التنقيطية وقد تميزة هذه النزعة بتفتيت الاشكال. كما ظلت متفقة مع الانطباعية باختفاء الموضوع فيها،
وتعد التنقيطية (Pointillisme) رد فعل لما سبقها من المدراس التي كانت تتمسك بـ”الموضوع”، وتعده عنصراً أساسياً في اللوحة.
لمدرسه التنقيطيه
بعد عام 1801 قام بعض الفنانين الانطباعين بانتهاج اساليب فردية محاولين ان يضيفوا إلى اللوحة مايعرف باسم (قسوة الخطوط).. وقد ادى هذا الاتجاة بـ «جورج سوراه» إلى التمادي في فصل الالوان على الطريقة الانطباعية إلى حد تقسيمها إلى
نقط صغيرة ملونة متمازجة، وهكذا ظهر إلى الوجود اسلوب جديد ومدرسة جديدة هي: التنقيطية.
وقد تميزة هذه النزعة بتفتيت الاشكال. كما ظلت متفقة مع الانطباعية باختفاء الموضوع فيها.
وتعد التنقيطية وأمها التاثيرية رد فعل على ماسبقها من المدراس التي كانت تتمسك بـ«الموضوع». وتعدة عنصرا أساسيا في اللوحة

## من أشهر رسامي هذه المدرسة

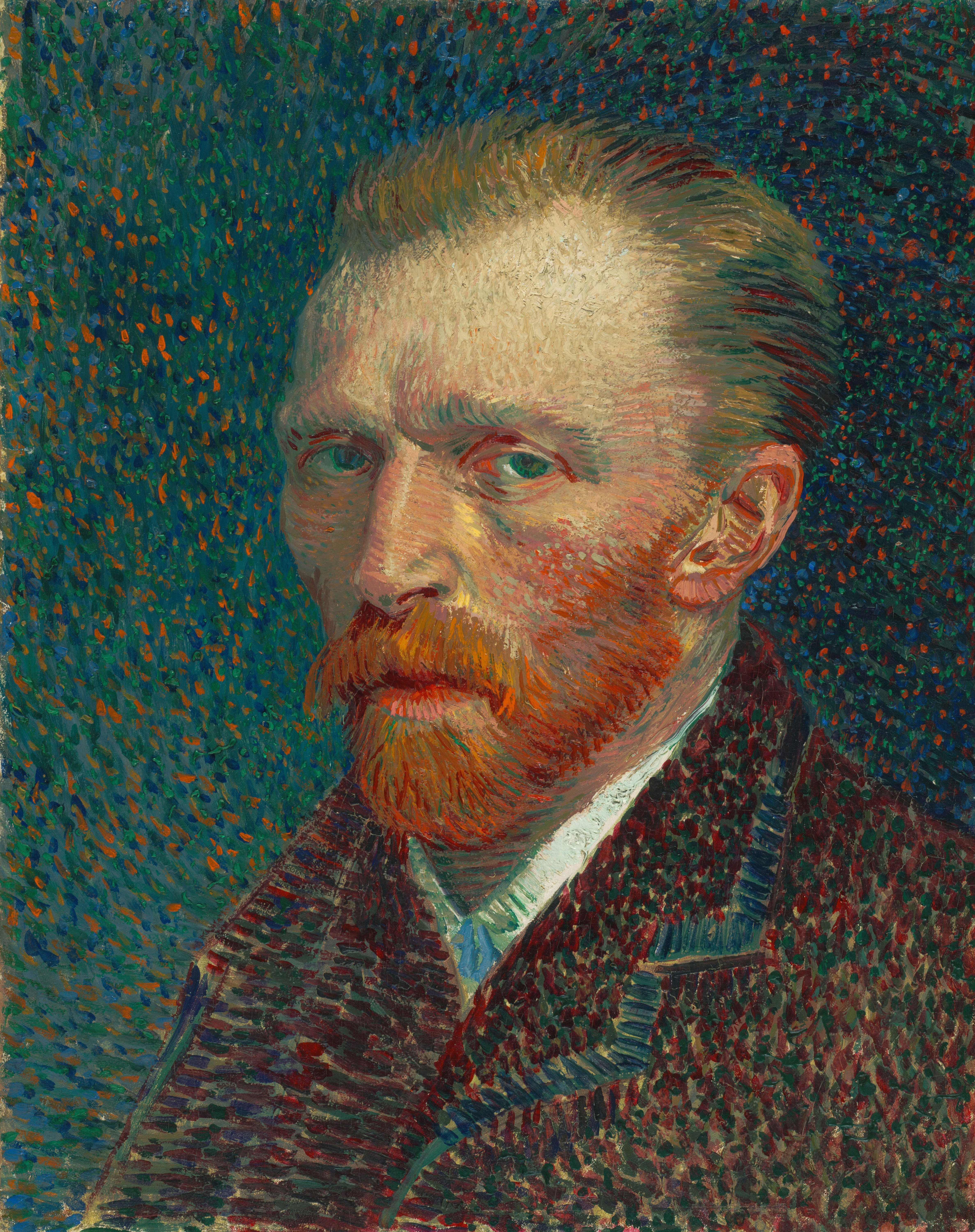
فينسنت فان غوخ، بورتريه شخصي، 1887، باستخدام تقنية التنقيط.

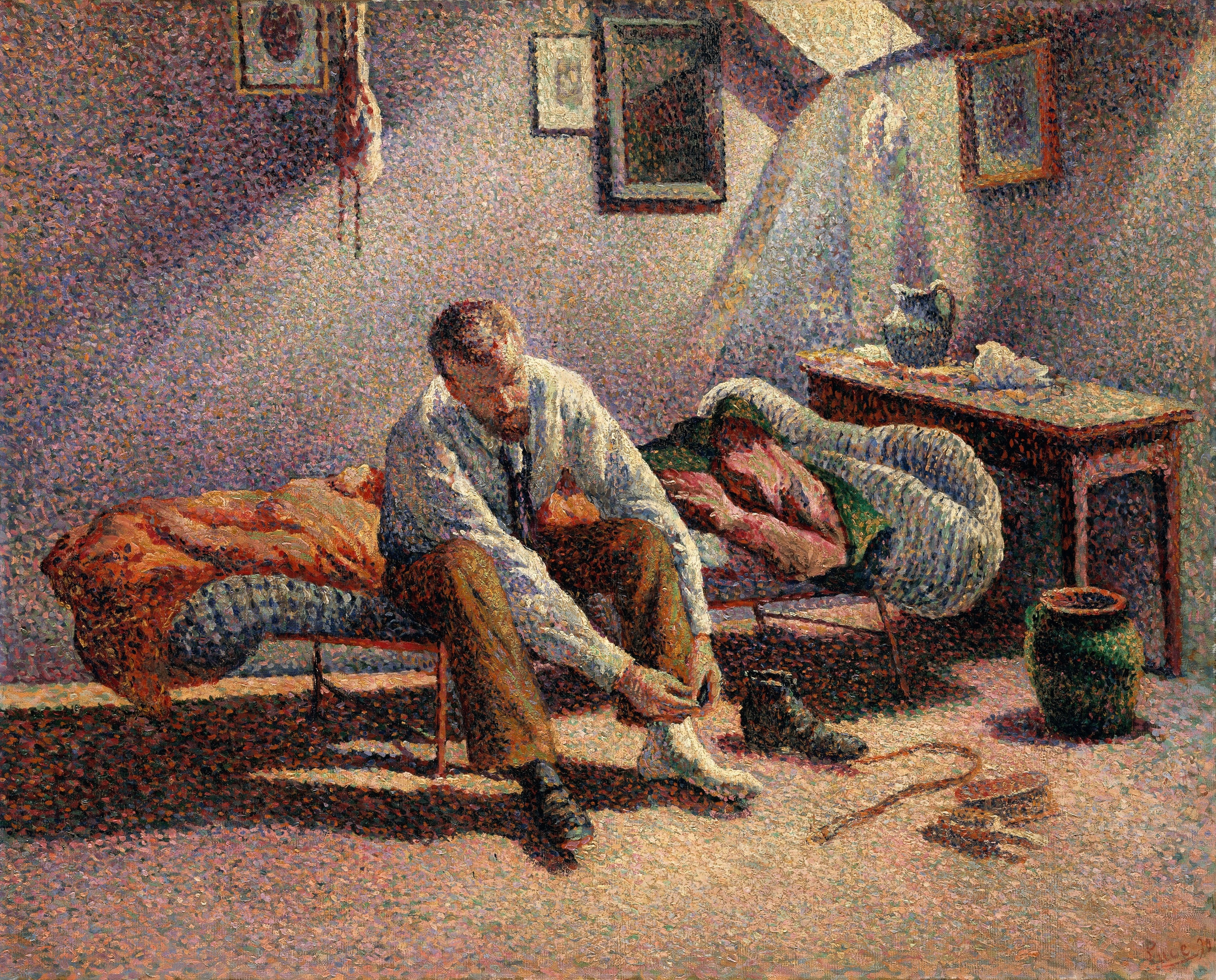
ماكسميليان لوقا، الصباح، داخلي، 1890، باستخدام تقنية التنقيط.

- تشارلز أنغراند
- تشاك كلوز
- هنري إدموند كروس
- Henri Delavallée
- لويس فابيان (اسم مستعار
- Georges Lemmen
- Maximilien Luce
- كاميل بيسارو
- جون روي
- جورج سورا
- بول سينياك
- فنسنت فان كوخ
- ثيو فان ريسلبيرغ